# Tullio Forgiarini
Tullio Forgiarini (Neudorf-Weimershof, 14 agosto 1966) è uno scrittore lussemburghese.

## Biografia
Tullio Forgiarini è nato nel 1966 a Neudorf-Weimershof, quartiere di Lussemburgo, da padre italiano e madre lussemburghese.
Dopo aver studiato storia a Lussemburgo e Strasburgo, è stato insegnante di storia, geografia e latino nei licei.
È autore di romanzi prevalentemente dark e noir scritti in francese, lussemburghese o tedesco e suoi articoli e racconti sono apparsi in riviste e antologie.
Dal suo romanzo Amok il regista Donato Rotunno ha tratto il film Baby(a)lone nel 2015.
Tra i riconoscimenti ottenuti, si segnala il Premio letterario dell'Unione europea del 2013 per Amok.

## Opere

### Romanzi
- Miss Mona, roman de gare en cinq actes et un épilogue (2000)
- La ballade de Lucienne Jourdain (2001)
- Carcasses (2004)
- Karnaval (2006)
- La énième mort d'Ernesto Guevara de la Serna, dit le Che (2007)
- Amok (Amok. Eng Lëtzebuerger Liebeschronik, 2011), Monselice, Camelozampa, 2019 traduzione di Christian Welter ISBN 978-88-99842-45-1.
- Un deen Dag wou ech Auslänner gi sinn (2011)

## Premi e riconoscimenti
- Premio letterario dell'Unione europea: 2013 vincitore con Amok